# Elisei
Il casato degli Elisei è una famiglia insignita del titolo di marchese e diffusa nel Centro Italia e, in particolare, nelle regioni Toscana, Marche ed Umbria.

## Storia
Della famiglia Elisei si hanno tracce fin dal 1100,  quando Cacciaguida degli Elisei fu trisavolo del poeta Dante Alighieri, sebbene vi sia la leggenda che sia stata fondata da un tal Eliseo dei Frangipani di Roma, trasferitosi a Firenze dopo le devastazioni di Totila.
Gli Elisei furono notabili nella città di Fermo (Marche), esuli da Firenze nel XII-XIII secolo al tempo delle lotte tra guelfi e ghibellini. Colà esiste infatti ancora vicolo Elisei e il quartiere detto Fiorenza. Da questi Elisei nacque a Ferno nel 1259 il beato Giovanni da Fermo, detto anche Giovanni della Verna. Altri titoli importanti assegnati alla famiglia Elisei sono stati quello di Patrizio Folignate e poi, ancora, Patrizio Orvietano e Governatore e podestà della città di Bevagna.
Si ricorda poi Onofrio Elisei vescovo della sede di Foligno nominato da Innocenzo XIII.
Ultimo titolo, quello di marchese assegnatogli nella prima metà del Settecento.
In particolare, il ramo della famiglia che fu poi insignito del titolo marchionale è direttamente discendente da Ugolino III Trinci, legando quindi, a partire dal 1394, il casato degli Elisei alle nobili famiglie Trinci ed Orsini.
La diffusione odierna della famiglia, che mantiene oggigiorno solo la vestigia del nome, ma che non è più insignita del titolo nobiliare, è rintracciabile nelle sole zone della Toscana e nell'entroterra delle Marche, in particolare a Fermo e nell'alta provincia di Macerata, in Umbria (specialmente nella zona di Foligno) e a Roma.

## Edifici storici
Gli edifici storici riconducibili al casato degli Elisei sono:
- Palazzo Elisei a Foligno, costruito nel XVII secolo, era dotato di una piscina, di un giardino e di un vivaio che ospitava piante ed animali esotici. Vi era poi una grotta divisa in tante caverne con stalattiti e stalagmiti. In questo palazzo soggiornarono personaggi illustri come Cristina di Svezia nel 1652 e Cosimo III de' Medici granduca di Toscana nel 1695.

- Villa Elisei a Pale, di cui rimangono oggi solo alcuni resti, risale al 1268 e venne in seguito utilizzata come cartiera (oggi dismessa) ed il suo grande parco come orto privato.

- Villa Elisei a Gualdo, nelle Marche, antica costruzione colonica adibita a casa per soggiorno estivo del ramo marchigiano della famiglia.

- Villa Elisei a Macerata, antica costruzione seicentesca oggi non più presente, ubicata nelle campagne maceratesi.

- Palazzo Elisei a Gubbio, in Umbria, sito nel centro storico della città, in via Reposati, 30 - antica costruzione seicentesca, attualmente edificio residenziale condominiale[3]